# Geai azuré
Cyanocorax caeruleus
Espèce
Statut de conservation UICN

 NT  : Quasi menacé

Le Geai azuré (Cyanocorax caeruleus) est une espèce de passereau de la famille des Corvidae.

## Description
Cet oiseau mesure environ 40 cm. Sa coloration présente une dominante bleue avec du noir sur la tête, à l'avant du cou et dans la partie supérieure de la poitrine. Les mâles et les femelles ont le même plumage et ne présentent guère de dimorphisme sexuel, bien que les femelles normalement soient plus petites.

## Habitat, répartition et alimentation
Il est commun dans son habitat préférentiel : la forêt de Pin du Paraná dans le sud du Brésil, où l'oiseau trouve le Pignon de pin (la graine du Pin du Paraná) nécessaire à son alimentation, mais il ne dépend pas strictement de cette forêt, depuis que des oiseaux se nourrissent aussi d'insectes et de fruits. Leur diffusion s'agrandit du sud de l'État de Rio de Janeiro jusqu'à l'État du Rio Grande do Sul, en étant concentrée dans la forêt d'Atlantique. Il est l'oiseau symbole de l'État du Paraná.

## Comportement
Les Geais azurés sont très intelligents supplantés seulement par les perroquets. Leur communication est complexe, se composant d'au moins 14 vocalisations (cris) très distinctes et signifiantes. Ils forment des groupes de 4 à 15 individus bien organisés dans les hiérarchies, avec la division en clans. Ces groupes restent stables même après deux générations.